# Half of My Heart
"Half of My Heart" je skladba američkog rock pjevača Johna Mayera. Pjesma je objavljena 21. lipnja 2010. kao treći singl s njegovog albuma Battle Studies u izdanju Columbia Recordsa. U pjesmi gostuje američka country pop pjavačica Taylor Swift.

## O pjesmi
Pjesma "Half of My Heart" za razliku od njegovih prijašnjih pjesama ima pop rock zvuk. Njegove prijašnje pjesme bazirale su se na bluesu i akustičkom rocku što se čuje na njegovom albumu iz 2006. godine Continuum.
Oboje pjevaju pjesmu, Swift i Mayer; Swift pjeva u refrenu.

## Uspjeh pjesme
"Half of My Heart" je 8. svibnja 2010. godine debitirala na 20. poziciji Billboardove ljestvice Hot Adult Top 40 Tracks, Meyerova četrnaesta pjesma koja se plasirala na toj ljestvici. Pjesma je također debitirala na 25. poziciji ljestvice Billboard Hot 100 nakon objavljivanja njegovog albuma Battle Studies. Nakon dva tjedna pjesma je pala s ljestvice. U Nizozemskoj pjesma je debitirala na 37. poziciji, nakon četiri tjedana pjesma se plasirala na 15. poziciji što je bila najviša pozicija pjesme na toj ljestvici. Pjesma se držala jedanaest tjedana na ljestvici. U Kanadi pjesma je debitirala na 53. poziciji što je ujedno bila i najviša pozicija, pjesma se držala 17 tjedana na ljestvici.

## Popis pjesama
Digitalno preuzimanje
1. "Half of My Heart" - 4:10

## Ljestvice
| Ljestvice (2009. – 2010.)        | Najviša pozicija |
| -------------------------------- | ---------------- |
| Australija                       | 95               |
| Kanada                           | 53               |
| Nizozemska                       | 15               |
| SAD Billboard Hot 100            | 25               |
| SAD Billboard Adult Contemporary | 7                |
| SAD Billboard Adult Pop Songs    | 2                |
| SAD Billboard Pop Songs          | 22               |
| SAD Billboard Rock Songs         | 44               |